# 正忠路
正忠路（英語：Jhengjhong Rd.）為高雄市三民區的南北向道路，北起於大昌二路口，南止於覺民路口。因道路周邊鄰近國立高雄科技大學建工校區、育英醫護管理專科學校、樹德家商等學校，生活機能完善形成大昌生活圈。

## 行經行政區域
- 三民區

## 沿線設施
（由北至南）
- 淨覺育幼院
- 7-ELEVEN春陽門市
- 正忠停車場
- 中華郵政高雄義民郵局
- 7-ELEVEN新大豐門市
- 正忠排骨飯創始店[3]
- 正忠市場
- 7-ELEVEN龍城門市

## 公共自行車
- 高雄市公共自行車租賃系統：
  - 皓東路17巷口：皓東路17巷/正忠路口東南側
  - 建興正忠路口：建興路/正忠路口(西南側)

## 相關連結
- 高雄市主要道路列表